# Poutní cesta Mimoň

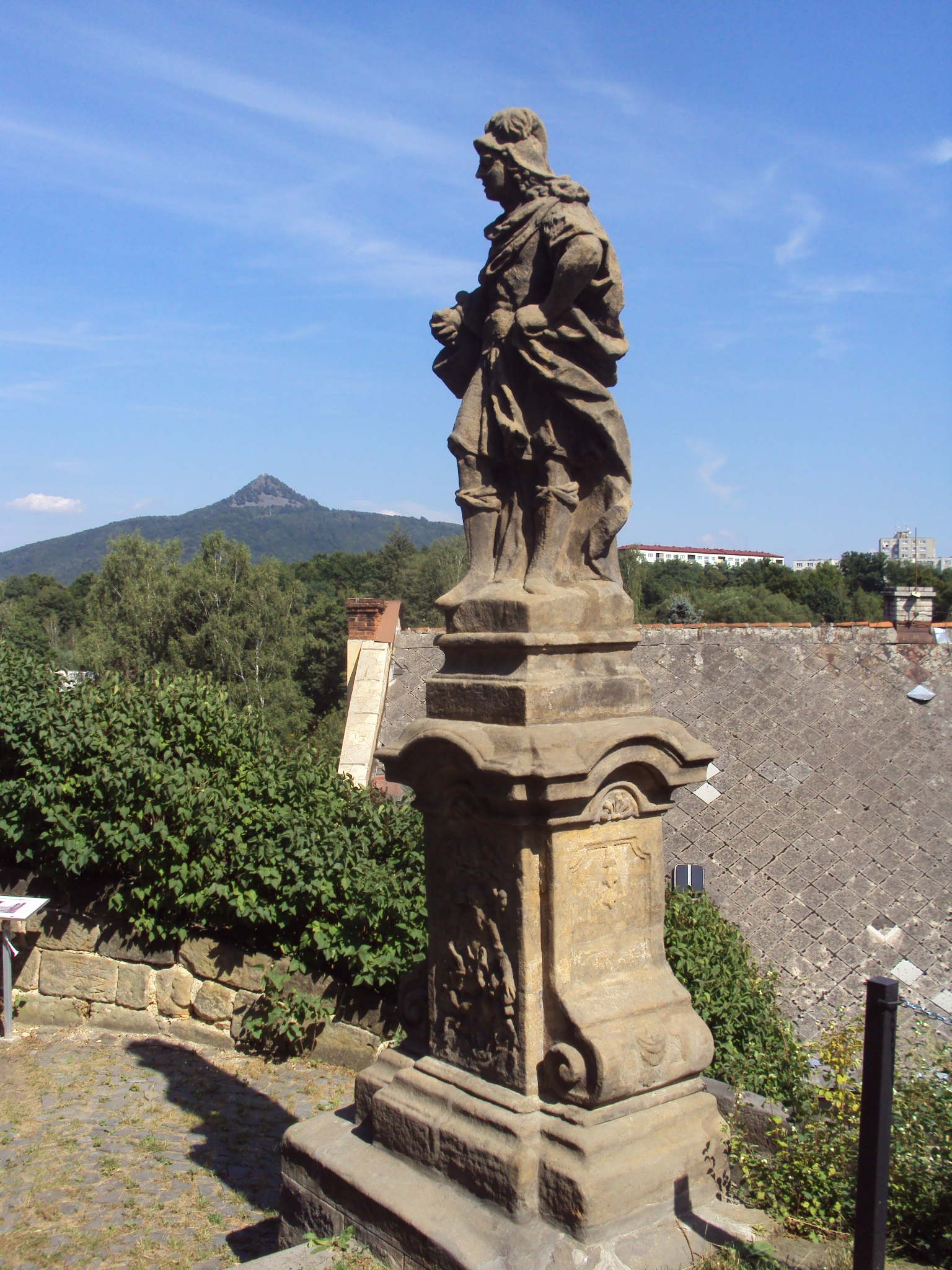
Součástí cesty jsou sochy u kostela sv. Petra a Pavla

Poutní cesta Mimoň je městská naučná stezka po církevních památkách města Mimoň. Byla vybudována v roce 2007, obsahuje devět očíslovaných zastavení na okruhu dlouhém 2 km. Na každém zastavení je tabulka s informacemi a fotografií.

## Vznik stezky

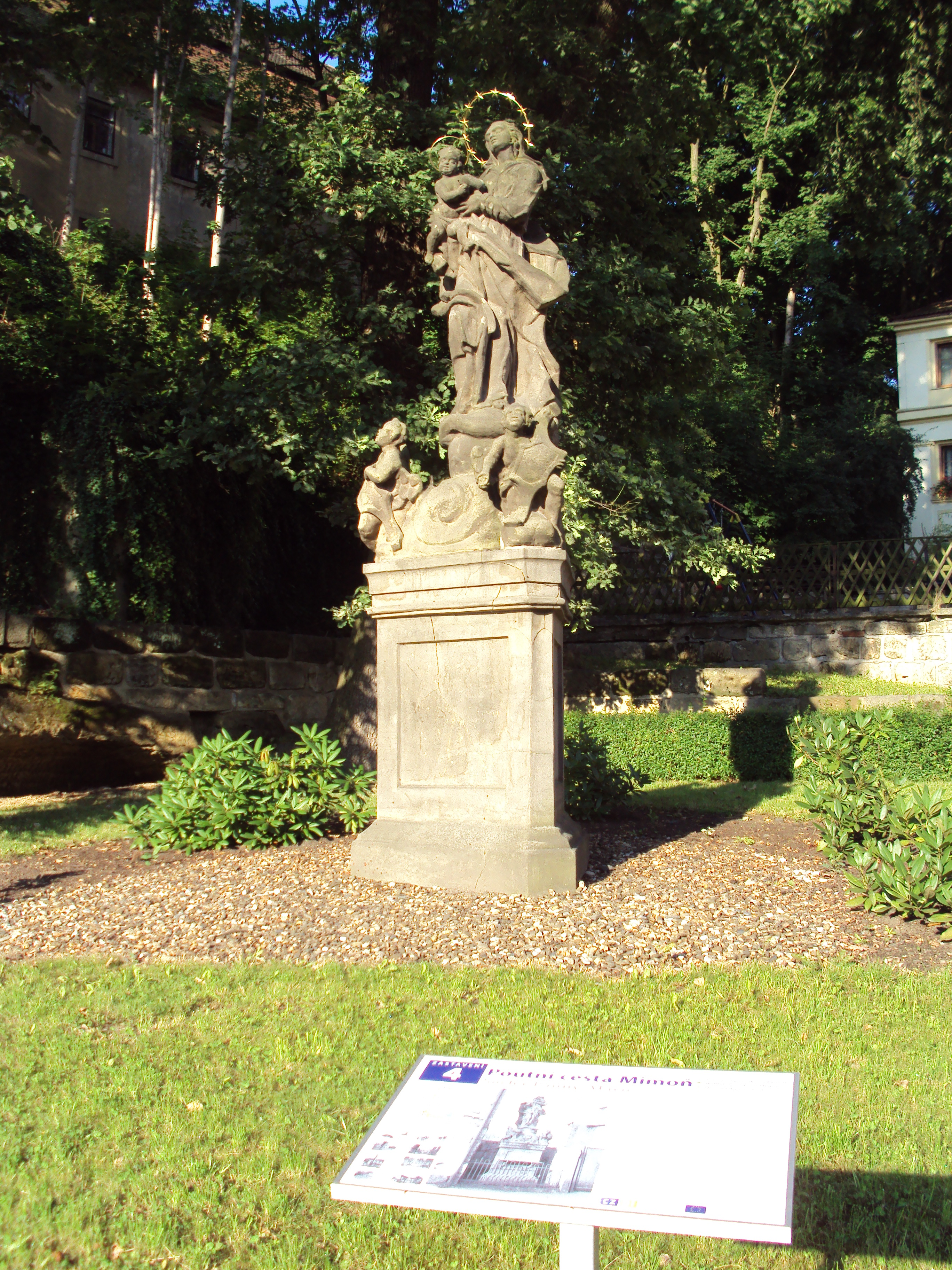
Sousoší Immaculata

Celý okruh vznikl v roce 2007 z projektu Rozvoj cestovního ruchu v pohraničí, na který město Mimoň získalo dotaci z fondů Evropské unie. Další památky na okruhu (např. altán na Kalvárii) byly upraveny z obdobného fondu Záchrana drobných památek místního významu.

## Číslovaná zastavení
Na každém z míst je informační tabule o popisem včetně historie a fotografií památky. Okruh začíná u Božího hrobu v Lužické ulici. Objekty jsou většinou zrenovovány. Řada jich je zapsána v celostátním seznamu kulturních památek.

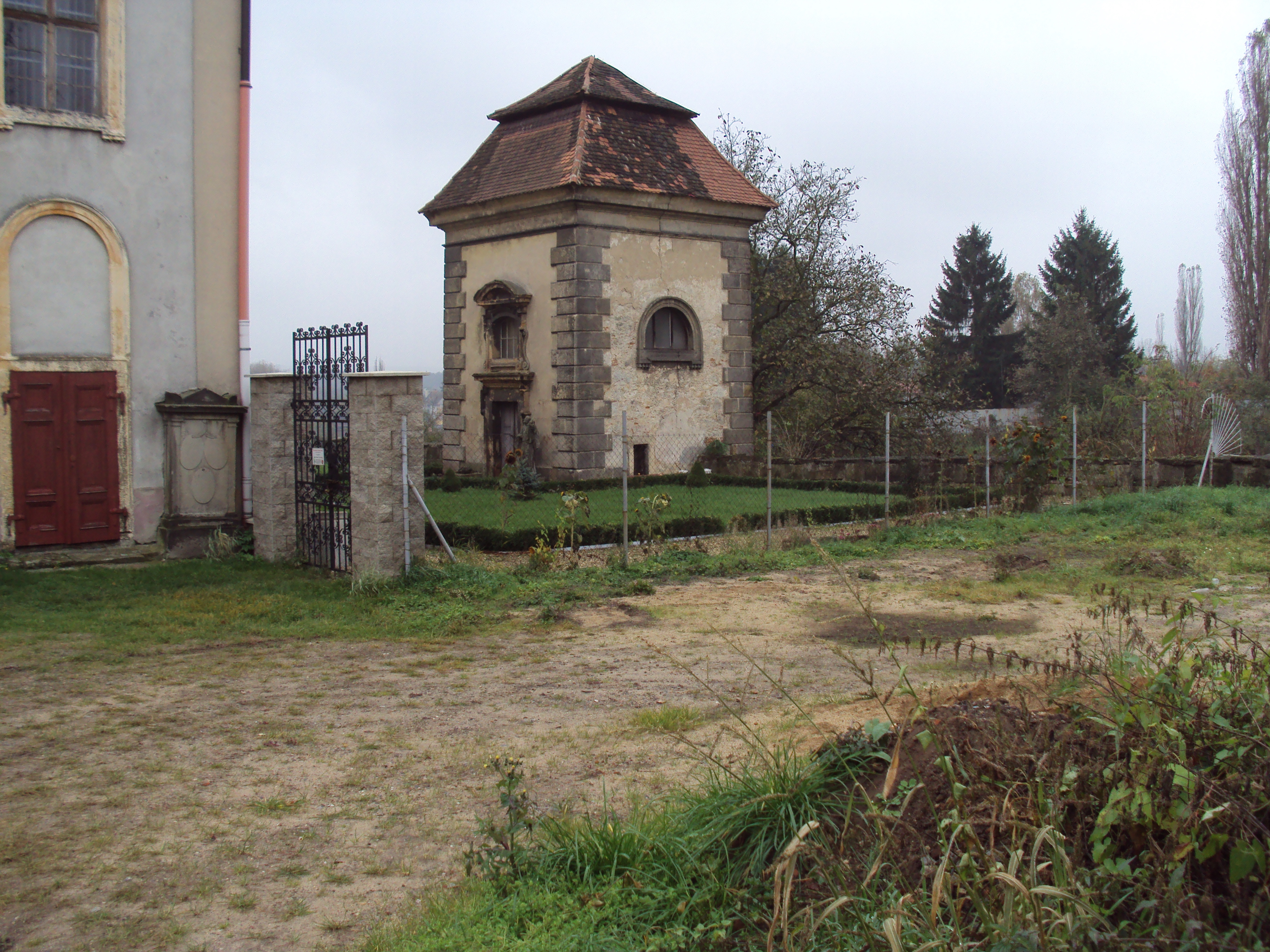
Umrlčí kaple na vrchu u kostela

- 1. Kaple Božího hrobu, postavena v letech 1665–1667 majiteli panství Putzovými z Adlersthurnu podle stavby v Jeruzalémě. Nachází se ve IV. mimoňské části, v Lužické ulici.
- 2. Mimoňský špitál, postaven roku 1679 vedle Božího hrobu, dnes sídlo městského informačního střediska a městského muzea. Je na křižovatce ulic Lužická a V lukách, č. p. 101, takžé spadá do městské části Mimoň IV
- 3. Sloup Nanebevzetí Panny Marie z roku 1677, mariánský sloup uprostřed Náměstí 1. máje
- 4. Immaculata, sousoší Neposkvrněného početí Panny Marie, na konci Mírové ulice pod kostelem sv. Petra a Pavla, dříve stálo jinde
- 5. Soubor sedmi soch u kostela při cestě odbočující z Mírové ulice vzhůru ke kostelu. Jsou to sochy světců: svatý Vavřinec, svatý Jiří s Agapitem, svatý Florian, svatá Kateřina, svatý Petr a svatý Pavel.[2]
- 6. Kostel sv. Petra a Pavla, stávající farní kostel byl postaven v letech 1661-1663 na návrší nad městem, nejblíže je náměstí Čsl. armády. U kostela je památkově chráněná budova fary i stejně chráněná samostatně stojící socha sv. Ignáce
- 7. Umrlčí kaple svaté Honory u kostela postavená zhruba v letech 1670-1675
- 8. Getsemanská zahrada poblíž vlakového nádraží, na křižovatce ulic Březinova a Jiráskova
- 9. Kalvárie, altán na vrchu mezi autobusovým nádražím a Českolipskou ulicí

## Další mimoňské stezky
V Mimoni bylo vybudováno několik naučných stezek a všechny se prolínají s některou z památek Poutní cesty Mimoní. Novou je Poutní cesta Českolipskem, které vede od Žitavy přes Mimoň, Zákupy do Horní Police. Již v roce 1866 byla zřízena naučná stezka Po stopách války roku 1866, která zahrnovala v Mimoni Boží hrob, další známé stezky po kraji byly určeny zbožným poutníkům. V prostoru náměstí se mimoňská poutní stezka dotýkala zde začínající Naučné stezky Ralsko. Ta byla vedena po dálkové červené trase KČT od České Lípy přes Ralsko dál na Stráž pod Ralskem.

## Fotogalerie panelů

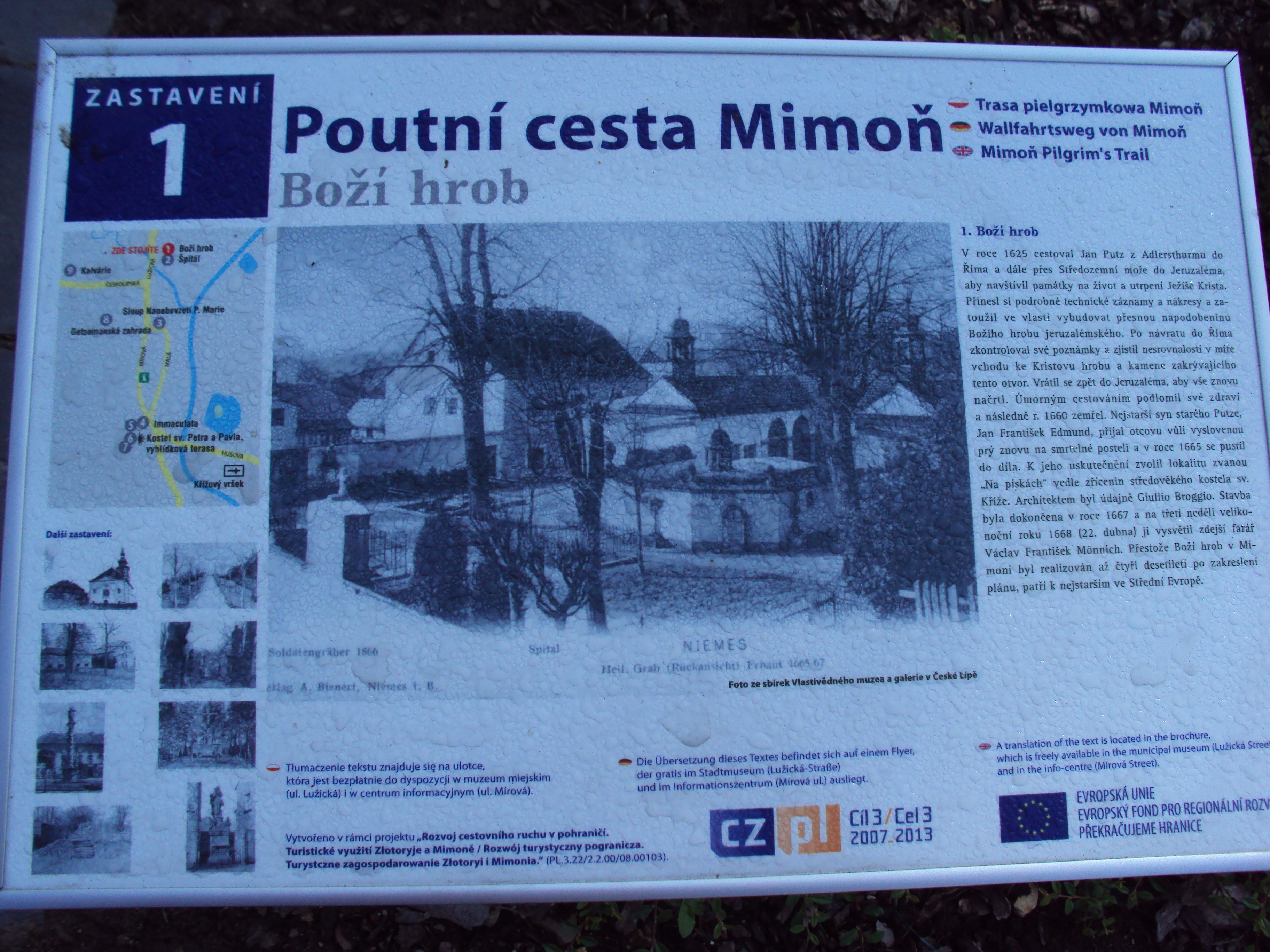
Zastavení č. 1
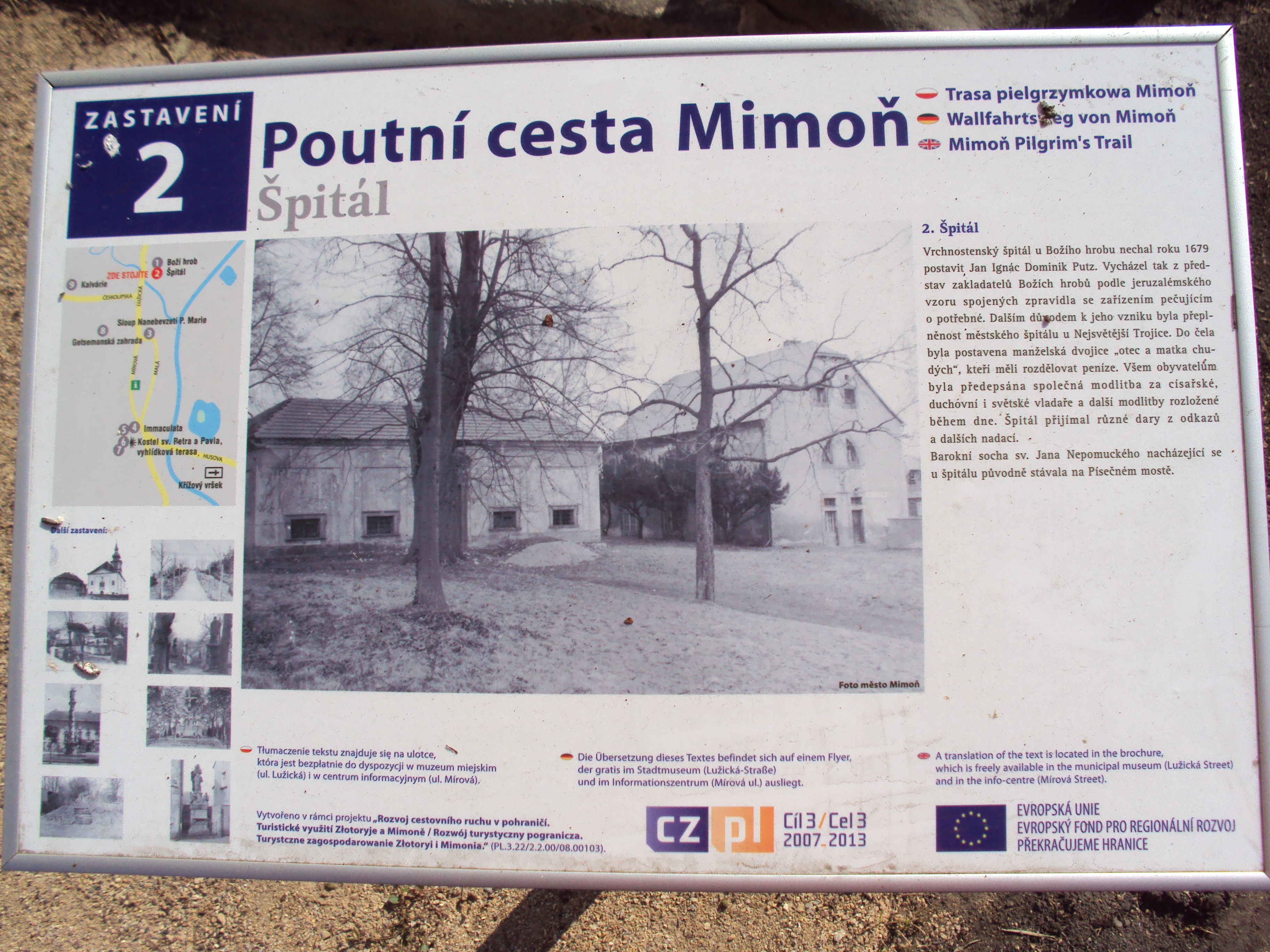
Zastavení č. 2
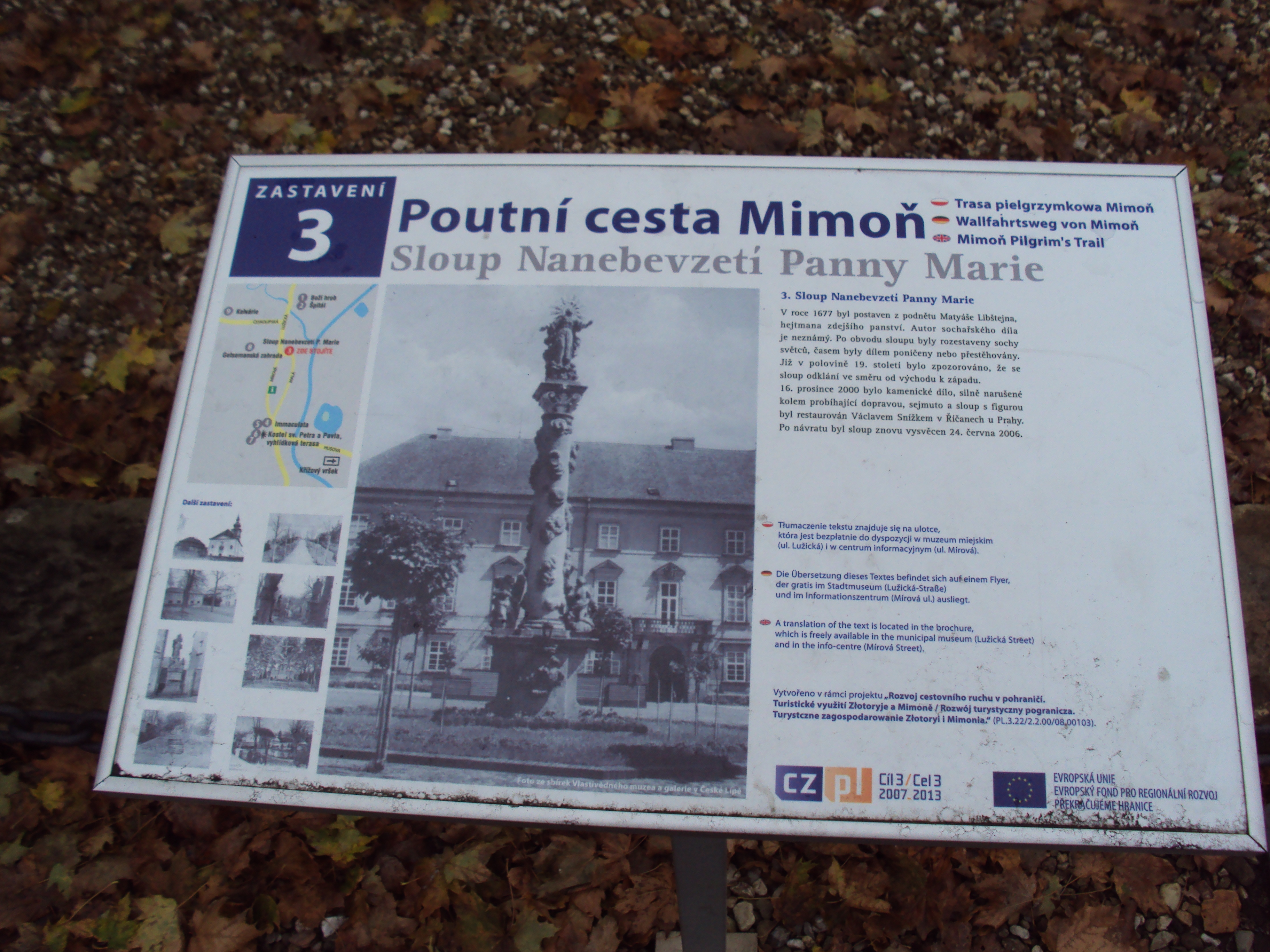
Zastavení č. 3
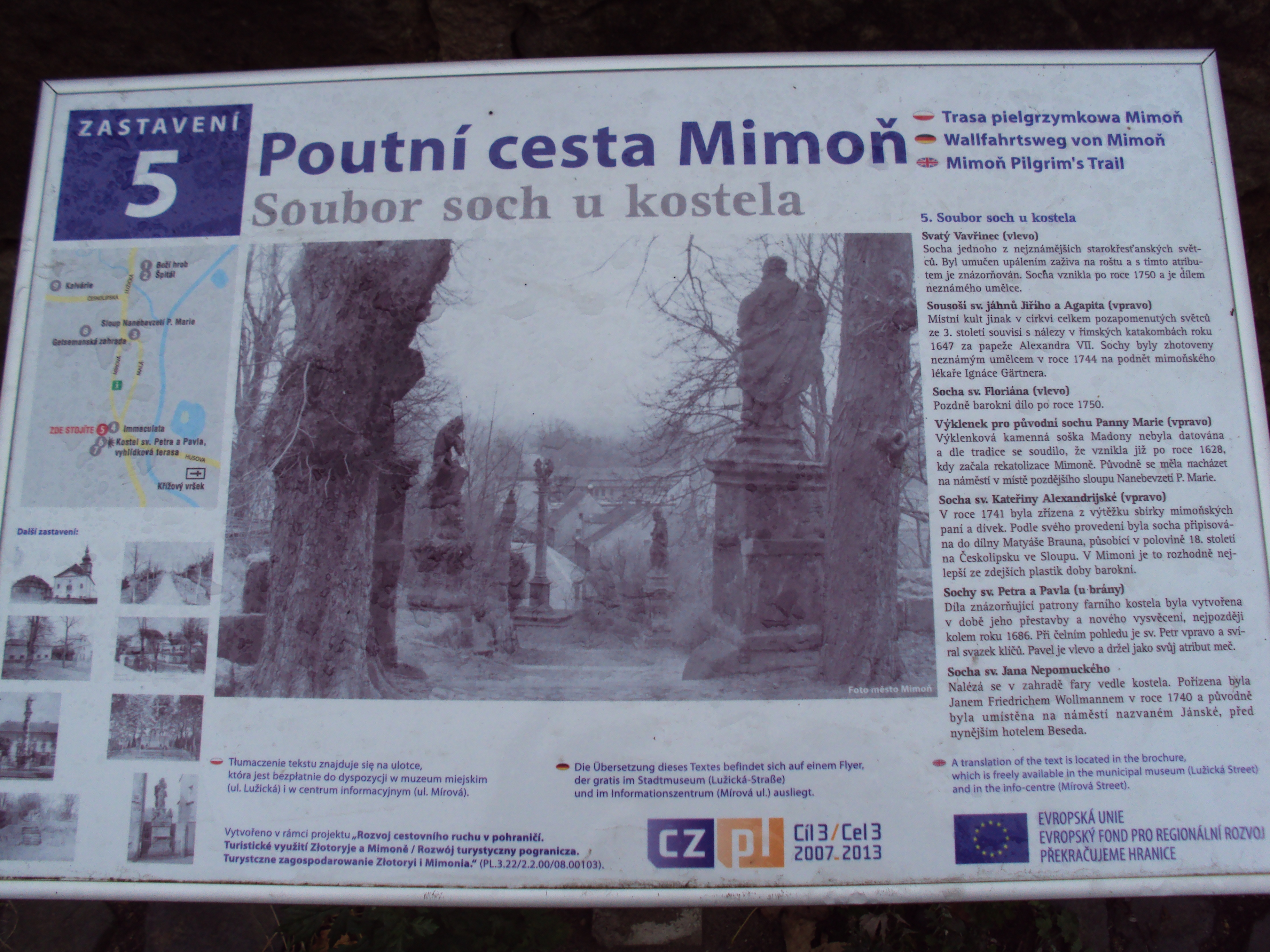
Zastavení č. 5
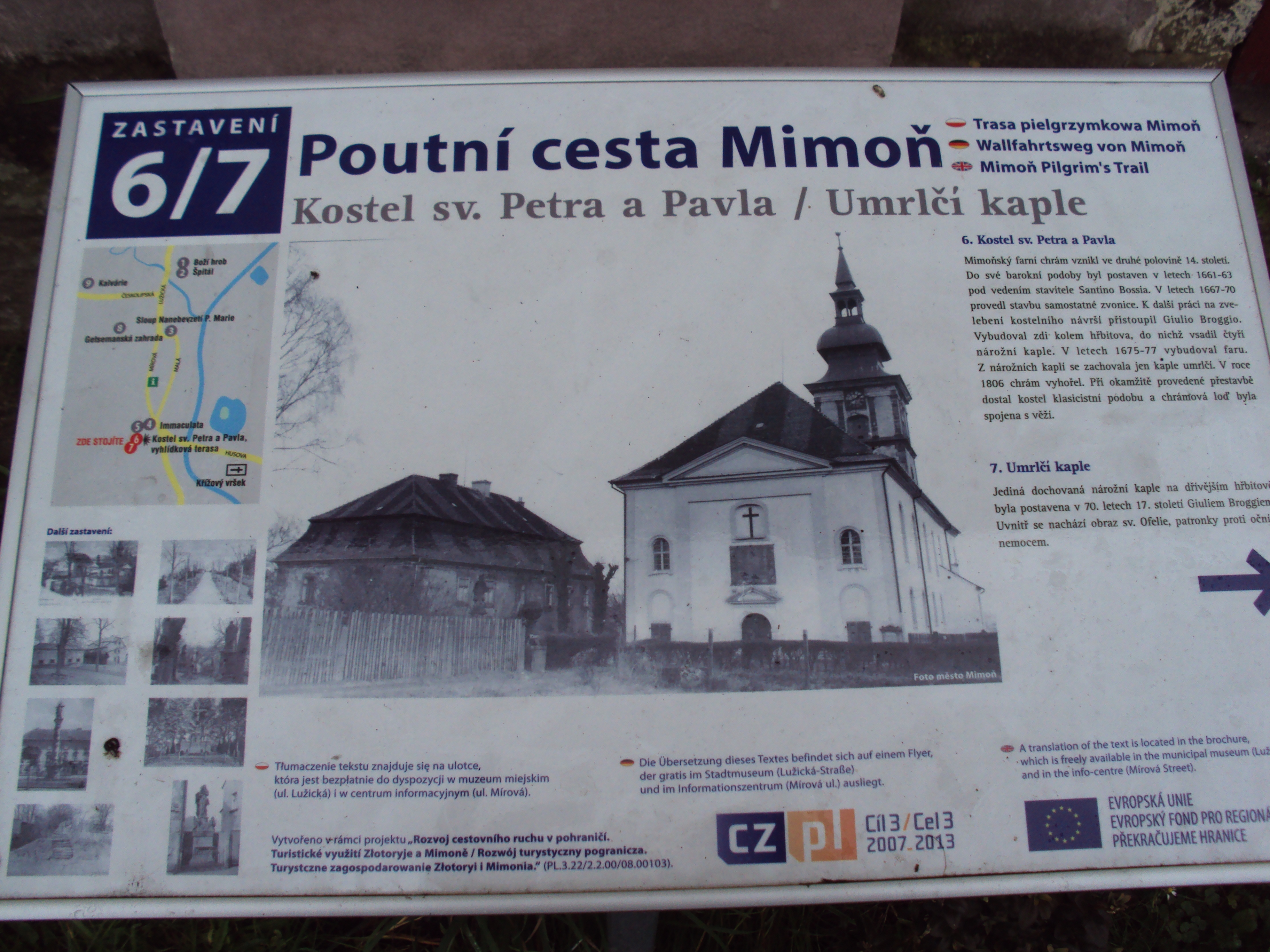
Zastavení č 6 a 7
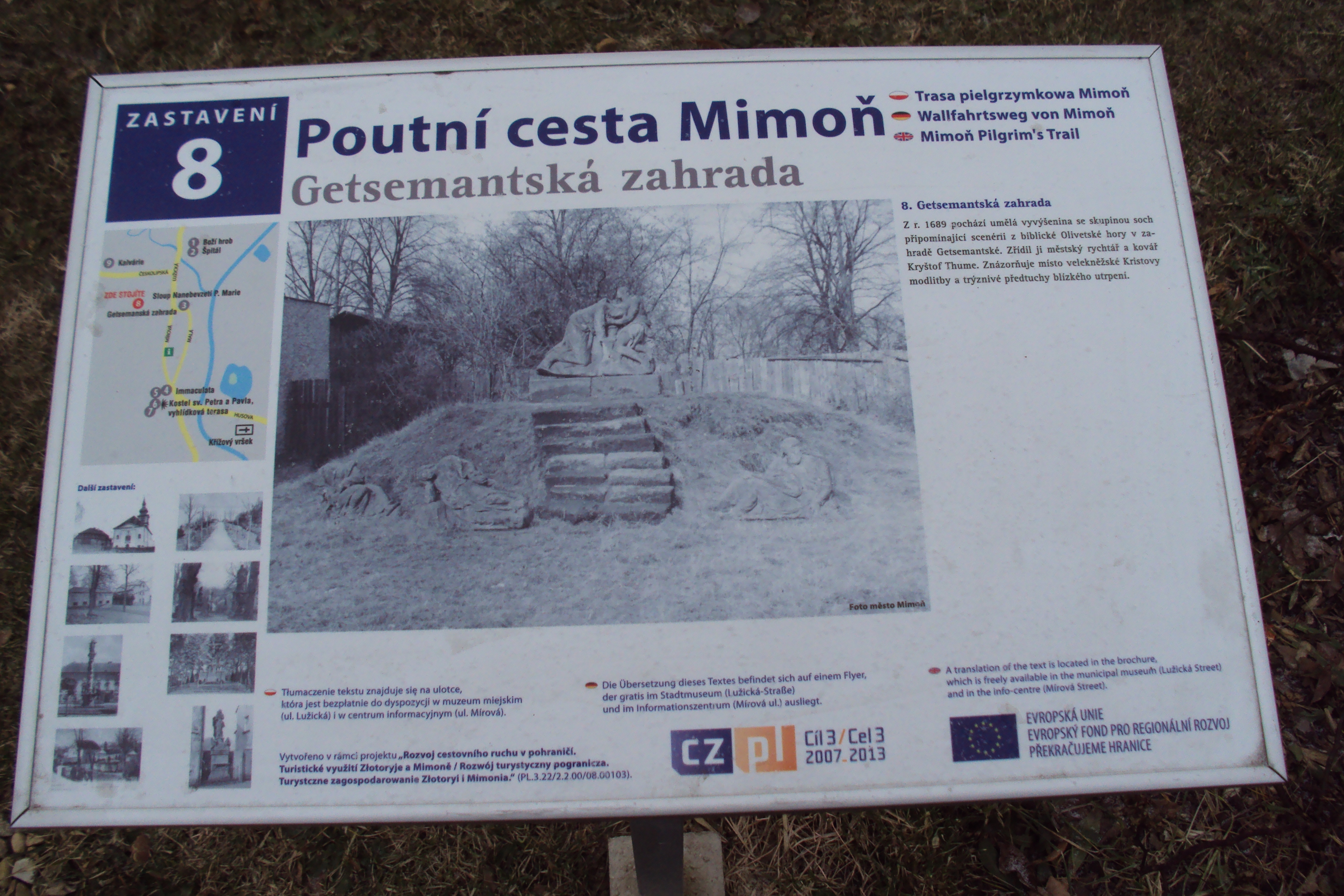
Zastavení č. 8
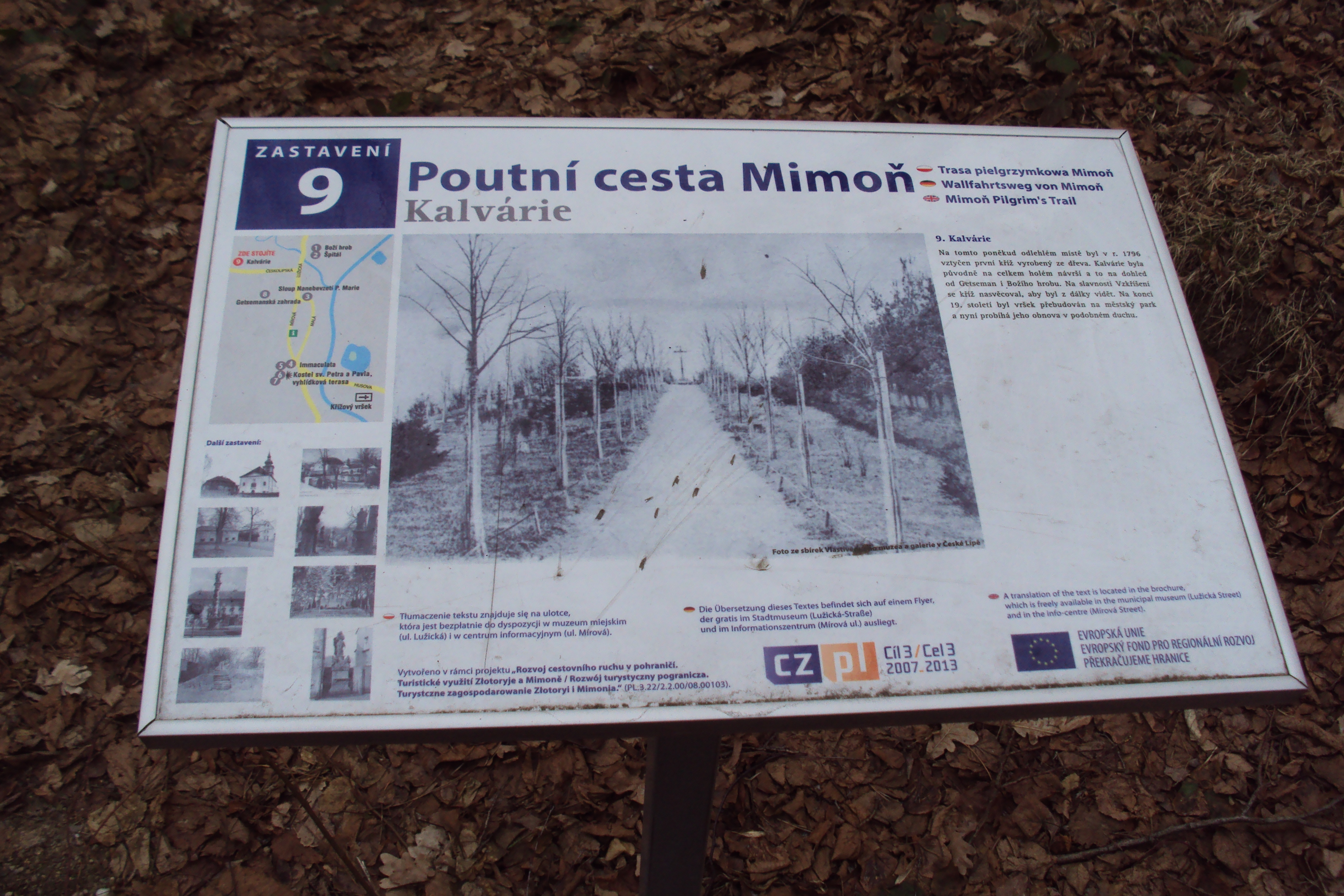
Zastavení č. 9